# Esplanade de Metz
Pour les articles homonymes, voir Esplanade.
L’Esplanade est un jardin de Metz d’une superficie de 9 200 m2 situé à l’ouest du quartier de Metz-Centre.

## Description
L’Esplanade est bordée sur les côtés opposés les plus longs par le palais de Justice et l’Arsenal à proximité de la chapelle de Metz et de la basilique Saint-Pierre-aux-Nonnains. Elle surplombe la vallée de la Moselle, le plan d’eau Saint-Symphorien face au mont Saint-Quentin.

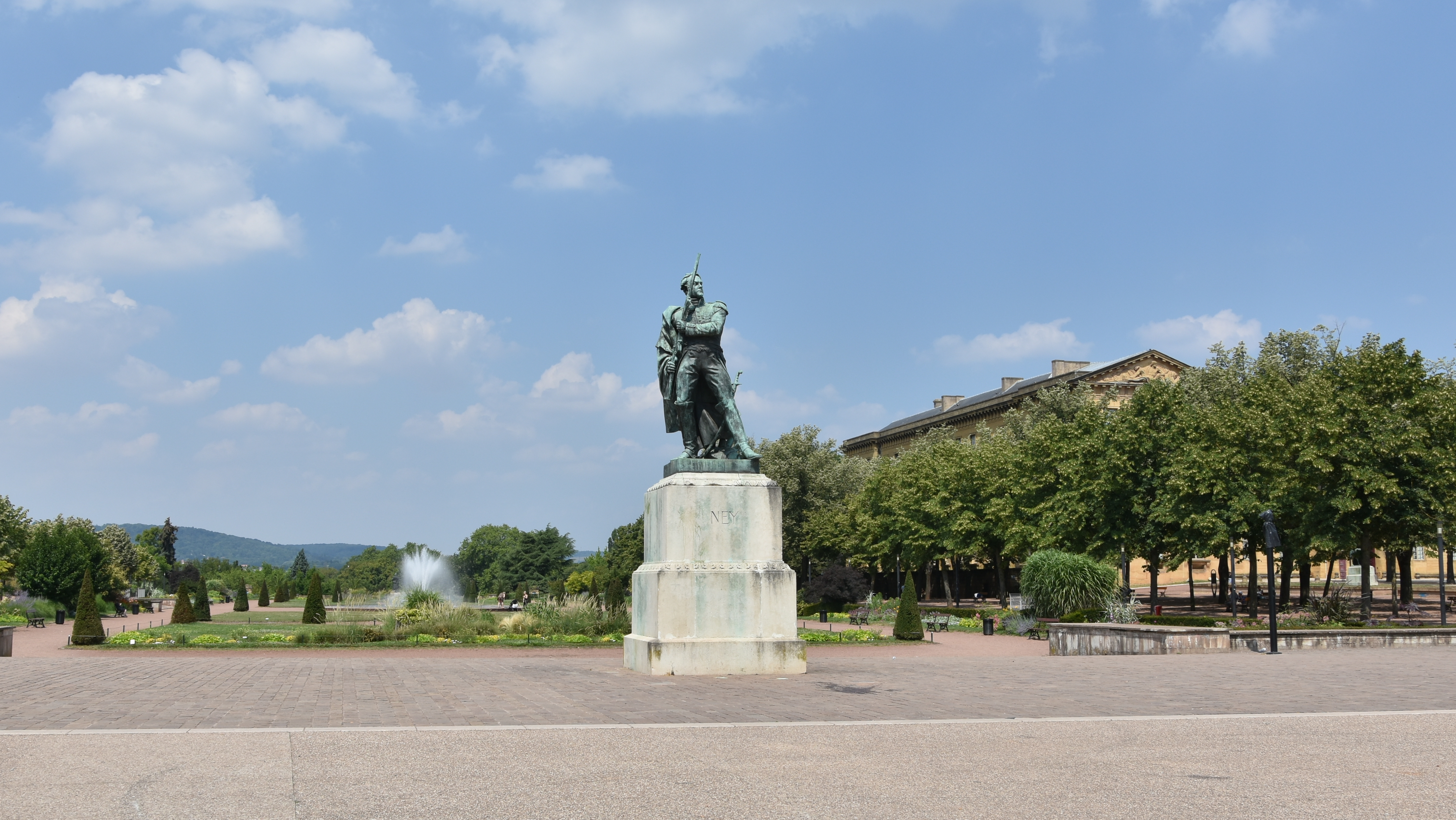
Le Monument au Maréchal Ney surplombant la Place de la République.

Ce jardin est constitué de deux mails de tilleuls et de marronniers qui encadrent la partie centrale fleurie et un bassin circulaire animé d’un jet d’eau. Plusieurs statues ont été réalisées par des artistes de l’École de Metz : celle du Maréchal Ney, la nymphe de « la Source » de Charles Pêtre, le cheval de bronze de Christophe Fratin, un buste de Paul Verlaine et celle du Poilu libérateur, placée dans l'ancien kiosque antérieur à 1861 (il existait déjà lors de l'exposition universelle de Metz), disparu à la suite des travaux d'aménagement du parking de l'Esplanade dans les années 1960 (il a très probablement inspiré celui du parc du Cours à Épinal réalisé en 1863).

## Historique
Primitivement, un jardin arboré nommé la cour Napoléon était situé entre les fossés de la citadelle et le palais de justice.
Les jardins de l’Esplanade sont aménagés à la suite de la destruction de la citadelle et occupent l’emplacement de ses anciens fossés comblés en 1816. 
L’Exposition universelle de 1861 a lieu en partie sur la promenade de l’Esplanade.
En décembre 1918, Philippe Pétain y est fait maréchal de France par Raymond Poincaré et Georges Clemenceau.
Le jardin est remanié en 1967 à la suite de la construction du parking aérien de la place de la République. En 2008, un parking souterrain est ajouté sous l’Esplanade afin d’augmenter la capacité d’accueil du parking Arsenal, en vue de la transformation de la place de la République en zone verte.
Le pavillon Bellevue, la guinguette de l’Esplanade, fort appréciée des Messins lorsque le temps le permet[Quand ?], fermée depuis août 2005 en raison des travaux de construction du parking souterrain de l’Esplanade, a ouvert de nouveau ses portes le 10 juin 2009.

## Sculpture

### LeMonument au Maréchal Ney

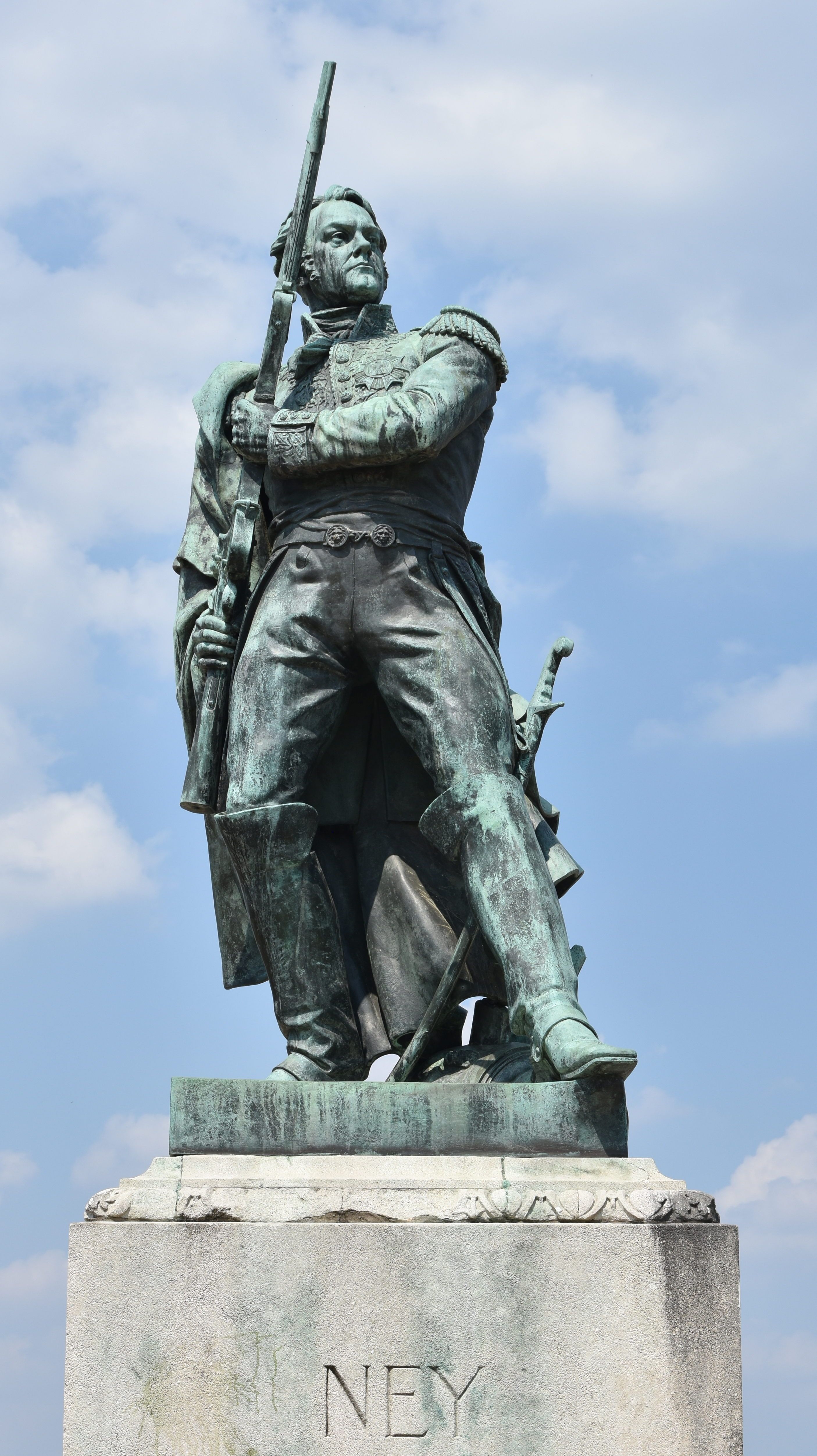
Le Monument au Maréchal Michel Ney.

Elle se trouve à proximité de l'avenue qui porte son nom, le Monument au Maréchal Ney, érigé en 1860 est l'œuvre du sculpteur Charles Pêtre.

### LaNaïadeou laSource

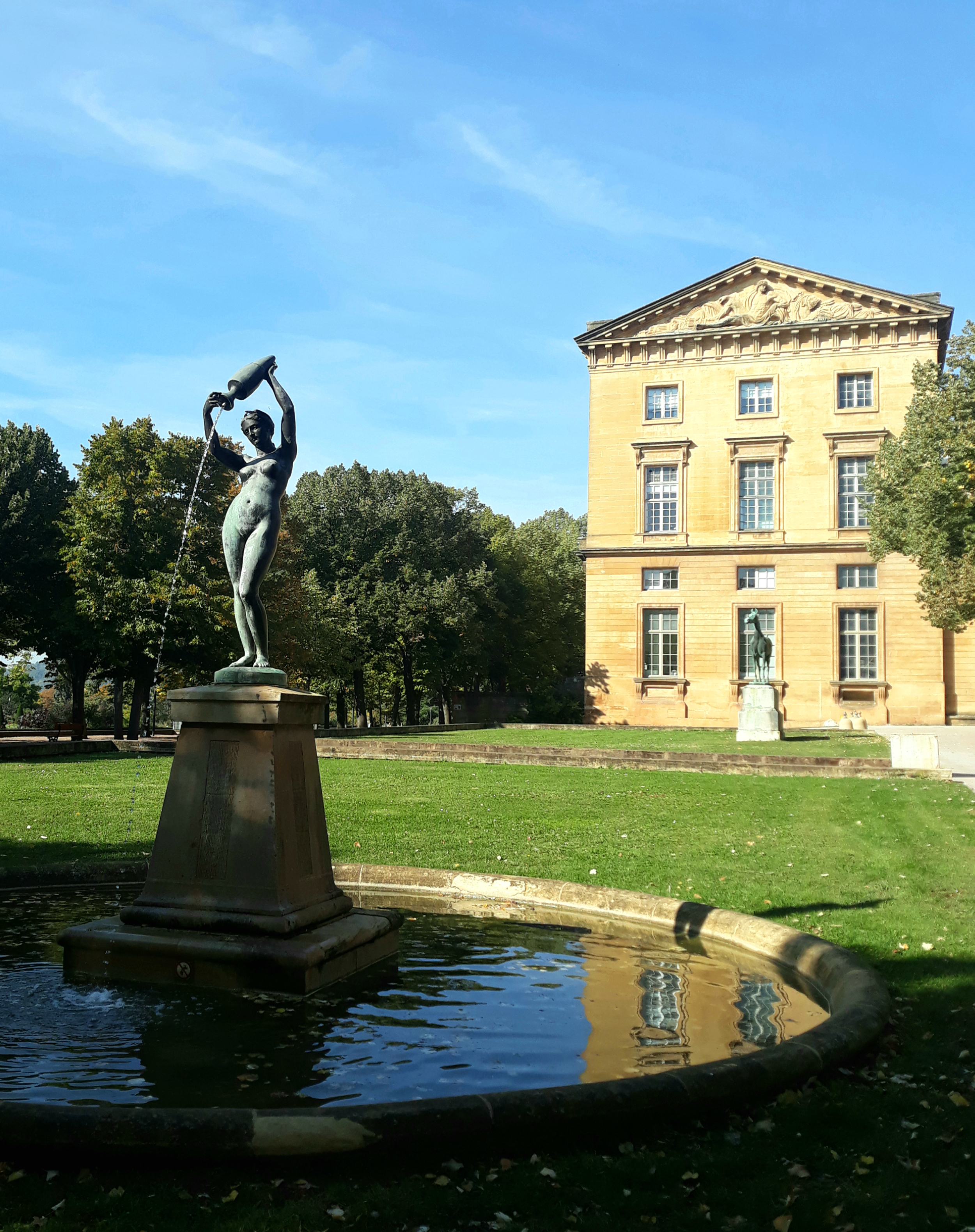
La statue Naïade sur l'esplanade.

Son sculpteur est Charles Pêtre, né à Metz. Au milieu du XIXe siècle, il y eut un grand changement dans les transports, on utilisa la machine à vapeur ; ce qui entraîna un manque d’eau potable à Metz. Félix Maréchal, le maire, fit venir de l’eau de Gorze. Pour la distribution publique, on créa de nouvelles fontaines. Johnston, un anglais qui habitait la rue Serpenoise, donna trois jours avant sa mort 10 000 francs à la ville pour que sur l’Esplanade, on érige une statue à son nom. Naïade fut inaugurée le 14 août 1847.

### LeCheval de bronze

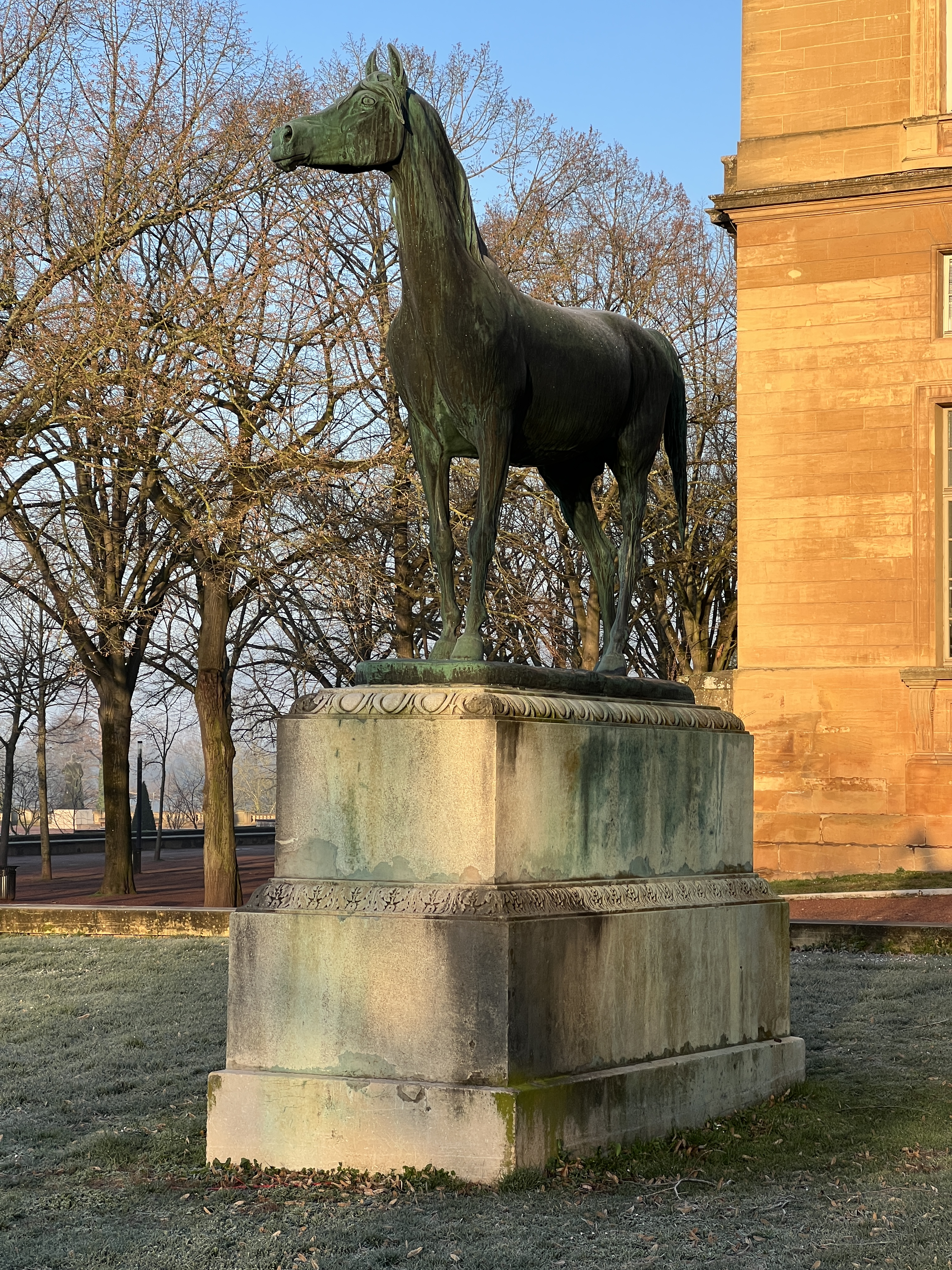
Le Cheval de Bronze.

Christophe Fratin est un sculpteur animalier messin à qui l’on doit le cheval arabe en bronze de l’Esplanade daté de 1850. Selon certains, Christophe Fratin se serait suicidé en se jetant dans les fossés de la citadelle, selon d’autres, il se serait pendu : on lui avait fait remarquer que la disposition des jambes du cheval était mauvaise. En fait, Fratin est mort au Raincy, à 63 ans.

### Le Poilu libérateur

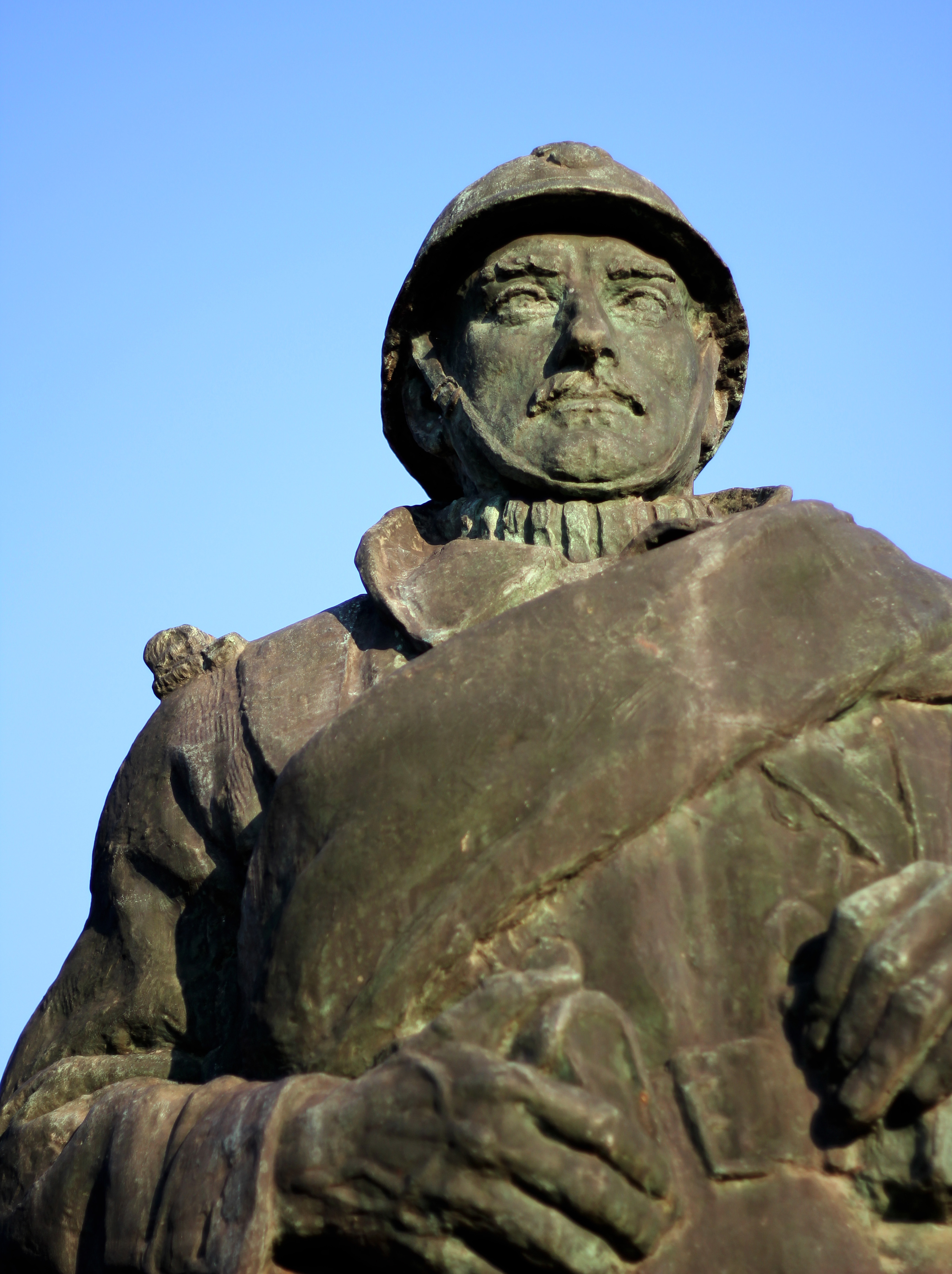
Le Poilu libérateur

Sur la plaque on peut lire : « Au poilu libérateur — Souvenir français de la Moselle », un hommage aux poilus de la Première Guerre mondiale.

### Buste de Paul Verlaine
Paul Verlaine est né le 30 mars 1844, au 2 de la rue Haute-Pierre à Metz ; il est mort le 8 janvier 1896, au 39 de la rue Mouffetard à Paris. Sa statue a été sculptée par le suisse James Vilbert et inaugurée le 27 juin 1925 par la « société des amis ». Souvent ornée de cravates colorées par des étudiants messins facétieux, elle est implantée au pied de l’Esplanade, boulevard Poincarré.